# Super Sete
Super Sete é uma modalidade de loteria praticada no Brasil sob o controle da Caixa Econômica Federal, lançada em setembro de 2020. Seu primeiro concurso foi realizado em 2 de outubro de 2020.

## Formato
O volante contém 7 colunas com 10 números cada uma. O apostador deve marcar de um a três números por coluna. A probabilidade de acertar os sete números, fazendo a aposta mínima, é de uma em 10 milhões.

### Prêmio e arrecadação

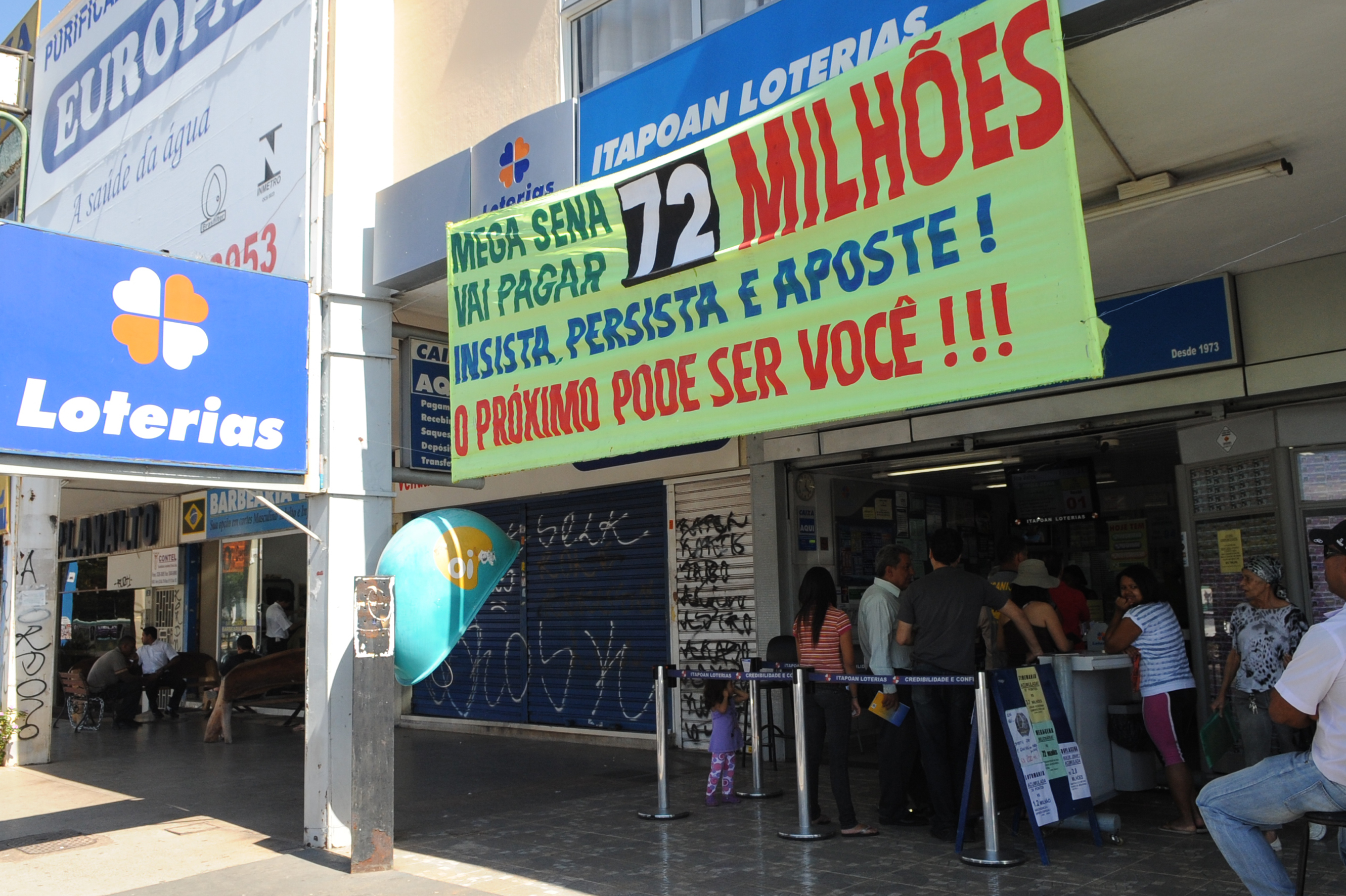
Exemplo de lotérica

O prêmio bruto corresponde a 43,35% da arrecadação. O prêmio pode ser recebido em qualquer casa lotérica credenciada ou em agências da Caixa, exceto se o prêmio bruto for superior a R$ 2259,20, onde o pagamento pode ser realizado apenas em agências da Caixa. Prêmios superiores a dez mil reais são pagos após um prazo mínimo de dois dias. Caso o ganhador não resgate o prêmio em até noventa dias após o sorteio, os valores são repassados ao Tesouro Nacional para aplicação no Fundo de Financiamento ao Estudante do Ensino Superior (FIES).
A porcentagem restante da arrecadação é repassada para outras áreas, em grande parte para o governo federal.

### Sorteios
Os sorteios ocorrem às segundas, quartas e sextas-feiras, às 20h. Os sorteios podem ocorrer no Espaço da Sorte, na Avenida Paulista, no Auditório da Caixa, em Brasília, ou em outros ambientes de sorteio da Caixa, divulgados com antecedência em seu site. Os sorteios realizados no Espaço da Sorte são transmitidos. De segunda a sábado, a RedeTV! transmite uma modalidade ao vivo pela televisão. Na Internet, os sorteios de todas as modalidades são transmitidos nas redes sociais da Caixa e da RedeTV!

## História
Em junho de 2020, o governo autorizou a Caixa a lançar a Super Sete. No dia 24 de setembro, a modalidade foi lançada e estava disponível para apostas em lotéricas do Brasil. O primeiro sorteio ocorreu no dia 2 de outubro. A partir de 30 de agosto de 2021, os sorteios passaram a ocorrer às 20h, em vez de 15h, para que houvesse mais tempo para apostar.